# White savior (tropo cinematografico)
Il white savior (salvatore bianco) è un tropo cinematografico in cui un personaggio principale di etnica caucasica salva i personaggi non bianchi (spesso meno importanti nella storia) da circostanze sfortunate. Si tratta di un elemento ricorrente nel cinema americano, che vede il protagonista bianco come una figura messianica che solitamente, nel corso del salvataggio dei personaggi di diversa etnia (in alcuni casi anche razze aliene), acquisisce una certa maturazione e consapevolezza.
Il tropo narrativo del salvatore bianco è un modo in cui il mezzo di comunicazione di massa del cinema rappresenta la sociologia della razza e delle relazioni etniche, presentando concetti astratti come la moralità come caratteristiche innate, razzialmente e culturalmente, per i bianchi, non reperibili in persone non bianche. Solitamente il salvatore bianco di turno viene ritratto come una persona fuori posto nella sua stessa società, finché non si assume l'onere della leadership razziale per salvare persone di diversa etnia dalla loro sofferenza. In quanto tali, in tempi recenti suddetta narrativa è stata oggetto di critiche, venendo descritta come fantasie "essenzialmente grandiose, esibizionistiche e narcisistiche" di compensazione psicologica.

## Coniazione del termine
In Il candore della notte degli Oscar (2015), Matthew Hughey descrive la struttura narrativa del sottogenere:
I film del genere blaxploitation degli anni '70 riflettevano il malcontento per la disuguaglianza sociale e razziale delle persone non bianche negli Stati Uniti e fungeva da contrappeso al tropo del salvatore bianco. Secondo alcuni studiosi, come Peter Lang, la continua ipersegregazione culturale negli anni '80 portò alla convinzione comune, da parte di molti bianchi americani, che la nazione avesse raggiunto uno stato post-razziale delle relazioni sociali, che ha provocato una reazione contro la diversità razziale ed etnica del cinema dei decenni precedenti, sugli schermi negli anni Sessanta e Settanta; quindi, il cinema popolare degli anni '90 e dei primi anni 2000 presentava la narrativa del salvatore bianco. Questa ricomparsa della narrativa del salvatore bianco è avvenuta perché la maggior parte dei bianchi negli Stati Uniti aveva poca interazione sociale sostanziale con persone di razze e gruppi etnici diversi.

Il cliché del salvatore bianco continua a essere usato in film spesso acclamati dalla critica. Joseph Vogel scrive del tropo in Django Unchained:
Uno studio su 50 film tra il 1987 e il 2011 considerati film incentrati sul concetto dei salvatori dei bianchi ha rilevato che il 36% dei film studiati sono stati prodotti dai 6 studi principali (Sony, Universal, Paramount, Twentieth Century Fox/Fox Searchlight o Warner Brothers). Suddetti film hanno anche ottenuto una pluralità di premi importanti in questo periodo di tempo.

## Usi nella narrativa

### Insegnante
In questo tipo di narrativa, riscontrabile in film come Su per la discesa (1967), Pensieri pericolosi (1995) e Freedom Writers (2007) mostra un gruppo etnico non bianco di classe sociale inferiore (generalmente neri e latinoamericani) che fatica ad adattarsi all'ordine sociale o al sistema educativo, finché non viene redento, trasformato e "salvato" grazie ai sacrifici di un insegnante bianco. Trattandosi di un racconto ispiratore dello spirito umano, la storia dell'insegnante-salvatore non è razzista di per sé, ma è culturalmente problematica perché è una variante della narrativa del salvatore bianco che di fatto travisa la realtà culturale e sociale che esiste. Esistono insegnanti di gruppi di minoranza che hanno educato con successo gli studenti di gruppi di minoranza (razziali, etnici, culturali) nelle loro comunità, senza la guida salvifica dei bianchi.
I ragazzi del sabato sera (1970) è una serie televisiva che affronta il medesimo argomento. Il film britannico del 1967 La scuola della violenza è noto per invertire la formula del salvatore bianco: Sidney Poitier interpreta un insegnante nero che insegna in una classe di giovani bianchi problematici.

### Uomo di principio
L'opposizione di principio del salvatore bianco alla schiavitù dei beni mobili e alle leggi di Jim Crow lo rende sostenitore dell'umanità degli schiavi e difensore dei diritti dei neri incapaci di resistere in modo indipendente all'interno di una società istituzionalmente razzista, in film come Il buio oltre la siepe (1962), Conrack (1974) e Amistad (1997). Nonostante si trattino di storie sull'oppressione razzista dei neri, la narrativa del salvatore bianco relega i personaggi non bianchi sullo sfondo della storia, come oggetti passivi dell'azione . In primo piano viene posto l'uomo bianco che milita per salvare i personaggi non bianchi dalle depredazioni dei bianchi razzisti. Rispettivamente, gli aspetti possono includere: una falsa accusa di stupro interrazziale, istruzione interrotta e schiavitù dei beni mobili.

## Film associati
| Film                                     | Anno | Descrizione |
| ---------------------------------------- | ---- | --- |
| The Jackie Robinson Story                | 1950 | [ 12 ] |
| Pelle di rame                            | 1951 | Basato sulla vita di Jim Thorpe, vede l'allenatore bianco Glenn S. "Pop" Warner aiutare un atleta nativo americano (interpretato dall'attore bianco Burt Lancaster) a competere alle Olimpiadi del 1912. |
| The Harlem Globetrotters                 | 1951 | Una rappresentazione romanzata dell'omonima squadra di basket e di un allenatore bianco che la fonda. |
| I magnifici sette                        | 1960 | Un gruppo di mercenari/sicari viene reclutato dagli abitanti di un villaggio messicano per difenderli da una banda di predoni messicani. Alla fine, il leader Chris, guardando le tombe dei compagni caduti, dice ai sopravvissuti: "Il Vecchio aveva ragione. Solo i contadini hanno vinto. Noi abbiamo perso. Perderemo sempre". È basato sul film I sette samurai, un film in cui sette samurai salvano un povero villaggio. |
| Lawrence d'Arabia                        | 1962 | Basato sulla vita reale dell'ufficiale bianco dell'esercito britannico T. E. Lawrence, che guidò gli arabi in una rivolta contro l'Impero Ottomano. |
| Il buio oltre la siepe                   | 1962 | Un avvocato bianco difende un uomo di colore falsamente accusato di stupro; perde la causa, ma viene applaudito per il suo nobile impegno. Basato sul libro di Harper Lee Il buio oltre la siepe. |
| Berretti Verdi                           | 1968 | Durante la guerra del Vietnam, un comandante delle Forze Speciali bianco combatte per i vietnamiti del sud. |
| Un uomo chiamato cavallo                 | 1970 | La storia di un aristocratico inglese che viene catturato, torturato e poi adottato dai Sioux e alla fine diventa il loro leader. |
| Conrack                                  | 1974 | Un insegnante bianco viene mandato su un'isola al largo della costa della Carolina del Sud, dove insegna ai bambini di povere famiglie nere. È basato sul racconto dell'autore Pat Conroy, che insegnò agli studenti neri sull'isola di Daufuskie per l'anno scolastico 1969-1970 e descrisse dettagliatamente le sue esperienze nel suo libro del 1972 The Water Is Wide. |
| L'uomo che volle farsi re                | 1975 | Basato sulla storia L'uomo che volle farsi re di Rudyard Kipling, vede due avventurieri bianchi del 1880 che vengono incoronati re nella nazione afghana del Kafiristan. Sebbene la narrazione è descritta come ironica, gli afghani sono ritratti in modo cliché. |
| Dune                                     | 1984 | Sia questo che l'adattamento di Denis Villeneuve del romanzo Dune di Frank Herbert sono stati descritti come storie di salvatori bianchi. I critici sostengono che Paul Atreides sia un salvatore bianco straniero che arriva e si prende cura dei Fremen locali e li guida alla vittoria contro i loro invasori coloniali. Tuttavia, questa accusa rimane controversa, poiché il romanzo originale di Herbert è considerato una critica agli archetipi messianici e ai cliché del salvatore bianco che ispirano. |
| Indiana Jones e il tempio maledetto      | 1984 | L'archeologo bianco Indiana Jones salva una popolazione indigena da un culto che li sfrutta e sacrifica. |
| Una bionda per i Wildcats                | 1986 | Una donna bianca diventa l'allenatrice di una squadra di calcio del centro città, guidandola a un campionato. |
| Grido di libertà                         | 1987 | Il giornalista bianco Donald Woods impara ad apprezzare il movimento anti-apartheid in Sudafrica e il suo leader nero Stephen Biko. Woods lascia il paese per denunciare al mondo il sistema dell'apartheid. |
| The Principal - Una classe violenta      | 1987 | Un insegnante bianco insegna a degli studenti di diversa etnia in una scuola in centro città. |
| Mississipi Burning - Le radici dell'odio | 1988 | Nel 1964, due agenti bianchi dell'FBI si recano in Mississippi per indagare sugli omicidi di Chaney, Goodman e Schwerner, tre attivisti per i diritti civili di cui uno nero e vengono raffigurati come eroi nella lotta per i diritti dei neri.Il regista Alan Parker ha detto del casting: "Poiché è un film, ho sentito che doveva essere romanzato. I due eroi nella storia dovevano essere bianchi. Questo è un riflesso della nostra società tanto quanto dell'industria cinematografica. A questo punto momento, non avrebbe potuto essere realizzato in nessun altro modo." |
| Balla coi lupi                           | 1990 | Negli Anni Sessanta dell'Ottocento, un soldato bianco dell'Unione americana diventa parte dei Sioux, una tribù di nativi americani. Guida i Sioux contro i loro rivali, i Pawnee, e in seguito li aiuta a fuggire dall'esercito che un tempo serviva. |
| City of Joy                              | 1992 | Un dottore americano caucasico viaggia in India e, nonostante l'iniziale riluttanza, decide di stabilirsi lì dopo aver aperto una clinica gratuita per i poveri. |
| Cool Runnings - Quattro sottozero        | 1993 | Liberamente ispirato alla squadra olimpica di bob giamaicana del 1988, vede una squadra di giamaicani neri che vogliono formare una squadra nazionale di bob e sono aiutati da un ex allenatore bianco. |
| Che aria tira lassù?                     | 1994 | Un allenatore di basket bianco caduto in disgrazia si reca in un villaggio del Kenya per reclutare un potenziale giocatore. |
| Stargate                                 | 1994 | Nel film di fantascienza, un egittologo e linguista bianco e un colonnello militare bianco salvano una popolazione non bianca su un pianeta alieno dai loro schiavisti extraterrestri. |
| Pensieri pericolosi                      | 1995 | Un'insegnante bianca educa un'indisciplinata classe liceale di ragazzi afroamericani e latinoamericani problematici. Si basa sull'autobiografia My Posse Don't Do Homework di LouAnne Johnson. |
| Il momento di uccidere                   | 1996 | Nelle zone rurali del Mississippi, un avvocato bianco di nome Jake Brigance viene incaricato di difendere Carl Lee Hailey, un uomo di colore accusato di aver ucciso due suprematisti bianchi che hanno violentato sua figlia di dieci anni. È tratto dal romanzo di John Grisham Il momento di uccidere. |
| L'allenatrice                            | 1996 | Un'insegnante di educazione fisica bianca allena una squadra di basket di giocatori neri, portandoli ai campionati cittadini. |
| Amistad                                  | 1997 | Nel 1830, un gruppo di schiavi africani che si ribellano ai loro rapitori vengono catturati dall'esercito americano e ne segue una battaglia legale in cui l'avvocato bianco John Quincy Adams difende il loro diritto alla liberazione. È basato sulla vera storia di La Amistad. |
| La musica del cuore                      | 1999 | Basato sulla storia vera di Roberta Guaspari, un'insegnante di musica bianca che va a insegnare a studenti non bianchi in una scuola del centro città. |
| La neve cade sui cedri                   | 1999 | Un giornalista bianco possiede informazioni che possono scagionare un pescatore nippo-americano da un processo per omicidio. |
| Matrix                                   | 1999 | Il film di fantascienza presenta l'hacker bianco Neo che diventa "il prescelto" per salvare l'umanità. Matthew Hughey, nel suo libro The White Savior Film, dice che il film ha un protagonista bianco "che entra... nei paesaggi multiculturali al di fuori della realtà simulata al computer [e] deve iniziare, attraverso la sua grazia, a salvare le persone non bianche da un disastro imminente." Hernan e Vera nel loro libro Screen Saviors: Hollywood Fictions of Whiteness descrivono Neo come "il messia bianco [che] ha una squadra di aiutanti razzialmente diversificata". Dicono: "La potenziale critica del film al razzismo bianco è contraddetta dalla trama mitica, in cui i personaggi neri - Morpheus, l'Oracolo e i membri dell'equipaggio di Morpheus Tank e Dozer - sono discepoli che servono il Messia bianco Neo". Adilifu Nama nel suo libro Black Space: Imagining Race in Science Fiction Film ha detto di Morpheus e dei ruoli chiave dell'Oracolo: "Nel complesso, la ricerca... sembra essere più una missione guidata da un uomo e una donna di colore che una guidata da un salvatore bianco... i personaggi neri sono facilmente visti come pietre miliari culturali simboliche e rispettivi richiami ai movimenti per i diritti civili e al Black Power." Il ruolo di Neo era stato originariamente offerto a Will Smith. |
| Il sapore della vittoria                 | 2000 | Basato sulla storia vera dell'allenatore di football Herman Boone; un allenatore di football bianco del liceo dà un aiuto preferenziale ai giocatori neri della scuola e aiuta un allenatore durante una partita truccata dagli arbitri bianchi. |
| Scoprendo Forrester                      | 2000 | Uno scrittore bianco e solitario vede il potenziale nella scrittura in uno studente liceale nero e lo aiuta a migliorarsi. |
| Hardball                                 | 2001 | Un giocatore d'azzardo bianco deve allenare una squadra di baseball di bambini neri per saldare i suoi debiti di gioco. |
| L'ultima alba                            | 2003 | Un comandante bianco dei SEAL della Marina degli Stati Uniti decide di salvare dei rifugiati nigeriani dall'avanzata delle truppe ribelli, andando contro gli ordini dei suoi superiori. |
| L'ultimo samurai                         | 2003 | Negli Anni Settanta dell'Ottocento, un ex ufficiale bianco dell'esercito dell'Unione americana si reca in Giappone e, in seguito, si unisce a un gruppo di samurai, aiutandoli a resistere ai consiglieri corrotti dell'imperatore giapponese. |
| Mi chiamano Radio                        | 2003 | Un allenatore di football bianco del liceo aiuta un tifoso di calcio nero con ritardo mentale a impegnarsi maggiormente con la squadra. |
| Le crociate - Kingdom of Heaven          | 2005 | Si tratta di una rivisitazione romanzata della storia di Balian di Ibelin, un crociato francese che eredita un feudo nel regno di Gerusalemme. Grazie alle proprie conoscenze e agli operai locali, riporta l'acqua alla terra aiutando la popolazione, poi negozia la pace con Saladino. |
| Blood Diamond                            | 2006 | Un uomo nero e suo figlio di Sierra Leone, vengono salvati da un mercenario bianco dal Fronte Unito Rivoluzionario durante la guerra civile del Paese. |
| Glory Road                               | 2006 | Negli anni '60, l'allenatore di basket maschile Don Haskins allena una squadra con una formazione titolare di neri e la conduce alla vittoria. Il film è basato sulla storia vera della squadra di basket maschile dei Texas Western Miners del 1965-66. |
| Half Nelson                              | 2006 | Un insegnante bianco dipendente da droghe va a lavorare in una scuola media e, facendo amicizia con uno studente nero, supera la sua dipendenza. |
| The Ron Clark Story                      | 2006 | Un insegnante bianco si trasferisce da una piccola cittadina a New York e fa la differenza nella vita di alcuni studenti non bianchi. |
| Freedom Writers                          | 2007 | A metà degli anni '90 a Long Beach, in California, un'insegnante bianca si sforza di istruire gli studenti delle scuole superiori non bianchi nonostante le condizioni problematiche del loro quartiere. |
| The Express                              | 2008 | Basato sulla storia vera di Ernie Davis e della squadra di football degli Orangemen di Syracuse del 1959. La storia si concentra sulla relazione tra l'allenatore bianco Ben Schwartzwalder e Davis. |
| Gran Torino                              | 2008 | Un veterano bianco razzista della guerra di Corea aiuta un adolescente americano-Hmong a sviluppare carattere e alla fine protegge lui e la sua famiglia da una banda americana Hmong a costo della propria vita. |
| Avatar                                   | 2009 | In questo film di fantascienza, un ex marine bianco va su un altro pianeta entrando a far parte della tribù di alieni umanoidi locali, che guida alla vittoria contro i militari invasori di cui inizialmente era affiliato. |
| District 9                               | 2009 | Un funzionario governativo bianco sudafricano lavora per trasferire degli extraterrestri in un nuovo campo di internamento. Quando viene infettato da un fluido e si trasforma gradualmente lui stesso in un extraterrestre, combatte contro la transizione ed è motivato a liberare gli extraterrestri in modo che possano fornire una cura per la sua condizione. |
| Il solista                               | 2009 | Un uomo bianco aiuta un senzatetto nero con problemi mentali per fargli sviluppare la sua passione e abilità nella musica. |
| The Blind Side                           | 2009 | Una donna bianca appassionata di football accoglie un adolescente nero a casa sua e lo sostiene in una lunga e fruttuosa carriera. Il film è basato sulla vera storia del giocatore di football Michael Oher, che ha criticato il film per aver semplificato le sue lotte ed esagerato il ruolo di Leigh Anne Tuohy negli eventi. Oher ha anche accusato il film di aver edulcorato il suo rapporto con la famiglia Tuohy e di aver ignorato le tensioni razziali. |
| Machine Gun Preacher                     | 2011 | Basato sulla vita reale di Sam Childers, vede un ex detenuto bianco che si reca in Sud Sudan per ricostruire delle case e che si ritrova a dover salvare i suoi residenti dai soldati coinvolti in una guerra civile. |
| The Help                                 | 2011 | Ambientato nel 1963 a Jackson, Mississippi, vede una giovane donna bianca aspirante giornalista incoraggiare le cameriere nere della sua città a condividere le loro esperienze personali, nonostante il razzismo prevalente all'epoca. Viene visto come un esempio di narrativa in cui il protagonista bianco sfrutta la vita si afroamericani svantaggiati per trarne profitto finanziario senza aiutare in modo effettivo la comunità discriminata. |
| Django Unchained                         | 2012 | Nel 1858, lo schiavo nero Django viene liberato dal cacciatore di taglie tedesco bianco Schultz e insieme lavorano per salvare la moglie di Django, anch'ella schiavizzata. |
| Lincoln                                  | 2012 | Il film storico si concentra sull'impegno del presidente degli Stati Uniti Abraham Lincoln e di altre figure bianche per vincere la guerra civile americana e porre fine alla schiavitù negli Stati Uniti. La storica Kate Masur osservò che il regista Steven Spielberg si prese delle libertà con la documentazione storica e disse: "Per circa 30 anni, gli storici hanno dimostrato che gli schiavi erano agenti cruciali nella loro emancipazione". Masur disse che nel film "i personaggi afroamericani non fanno quasi altro che aspettare passivamente che gli uomini bianchi li liberino". |
| 12 anni schiavo                          | 2013 | Film storico ambientato a metà dell'Ottocento; mostra l'afroamericano Solomon Northup, nato libero, venire rapito e venduto come schiavo. Nell'epilogo del film, un canadese bianco salva Northup dalla schiavitù. Sebbenela pellicola si concentri principalmente sulla resilienza di Northup e, nella realtà, effettivamente l'uomo sia stato salvato da un canadese, il film è stato identificato come una rappresentazione cinematografica della schiavitù che raffigura un salvatore bianco. Noah Berlatsky di The Atlantic ha affermato che l'uso del salvatore bianco nell'epilogo, sebbene storicamente accurato, non era necessario: "Così com'è, nel contesto di Hollywood, la gratitudine stordita/insensibile di Northup alla fine del film tende a confondersi in un montaggio di altri attori neri con le lacrime agli occhi che guardano con stupore e meraviglia la nobiltà sorprendente e sovradeterminata di qualche attore bianco". |
| 42                                       | 2013 | Basato su una storia vera, vede il dirigente bianco del baseball Branch Rickey selezionare il primo giocatore di baseball afroamericano della Major League dell'era moderna, Jackie Robinson, per giocare per i Brooklyn Dodgers. |
| Elysium                                  | 2013 | Nel film di fantascienza, un addetto all'assemblaggio bianco proveniente da una comunità prevalentemente non bianca si reca in una stazione spaziale e finisce per sacrificarsi in modo che i dispositivi medici possano essere utilizzati per curare le persone sulla Terra. |
| Million Dollar Arm                       | 2014 | Basato sulla storia vera di Rinku Singh e Dinesh Patel; l'agente sportivo JB Bernstein organizza un concorso di talenti in India dove scopre una coppia di giovani che dimostreranno abbastanza abilità nel baseball da ricevere un contratto dai Pittsburgh Pirates. |
| All'ultimo voto                          | 2015 | Una consulente politica bianca aiuta un politico boliviano a vincere le elezioni presidenziali nel suo Paese. |
| McFarland, USA                           | 2015 | Basato su una storia vera, mostra Jim White, un allenatore bianco, allenare una squadra di corsa campestre di una scuola superiore latina.The Atlantic ha detto: "[Esso] ha suscitato alcune lamentele tra i critici che hanno riconosciuto la sua premessa di 'salvatore bianco'. Alcuni dicono che trascende le sue trappole paradigmatiche - altri hanno affermato che è un film su come facilitare i bianchi in un'America più diversificata". La regista Niki Caro ha detto: "Eravamo molto consapevoli di non voler fare un film sul salvatore bianco, e si poteva farlo con il materiale, ma era davvero importante per noi che fosse un uomo imperfetto che alla fine viebe redento dalla comunità. Lo vedi diventare un allenatore migliore, un padre migliore e un uomo migliore attraverso la sua interazione con questo posto e queste persone." |
| Free State of Jonesl                     | 2016 | Il film storico, ambientato durante la guerra civile americana, vede Newton Knight, un disertore dell'esercito confederato, guidare altri disertori e schiavi liberati nella lotta contro i Confederati. |
| Il diritto di contare                    | 2016 | Basato sull'omonimo libro, il film segue tre donne afroamericane alla NASA nel 1961 e presenta uno dei capi bianchi delle donne che le difende affinché utilizzino il bagno più vicino invece di quello più lontano a cui sono relegate per la loro etnia; inoltre, le lascia anche entrare nel Mission Control per assistere al lancio, sebbene ciò non sia avvenuto nella vita reale. Lo sceneggiatore Theodore Melfi ha difeso tali aggiunte, dicendo che: "Ci devono essere persone bianche che fanno la cosa giusta, ci devono essere persone nere che fanno la cosa giusta, e qualcuno fa la cosa giusta. E quindi a chi importa chi fa la cosa giusta, purché la cosa giusta venga fatta?". |
| Il tuo ultimo sguardo                    | 2016 | Un film diretto da Sean Penn che presenta medici bianchi nell'Africa occidentale. IndieWire ha affermato che: "I critici hanno rimproverato Penn per aver realizzato un film meschino sui salvatori bianchi che tenta di svergognare il suo pubblico con immagini di guerra sanguinose". |
| The Legend of Tarzan                     | 2016 | Tarzan, un uomo bianco, viene cresciuto dalle scimmie in Africa e, una volta adulto, si trasferisce nella civiltà inglese. Successivamente torna in Africa e combatte la schiavitù. |
| The Warriors Gate                        | 2016 | Un adolescente biancoviene trasportato in Cina e diventa un guerriero di kung fu per salvare una principessa del posto da dei criminali. |
| Same Kind of Different as Me             | 2017 | Un ricco uomo d'affari accetta con riluttanza di aiutare sua moglie, che fa volontariato in un rifugio per senzatetto, dove sviluppano un'amicizia con un senzatetto nero. |
| The Great Wall                           | 2017 | William, un mercenario europeo bianco che viaggia in Cina in cerca di polvere da sparo, si imbatte nell'esercito cinese che combatte contro mostri alieni e li aiuta a salvare la Cina. L'attrice Constance Wu ha osservato, un giorno dopo il lancio del trailer del film: "Dobbiamo smettere di perpetuare il mito razzista secondo cui solo un uomo bianco può salvare il mondo. Non è basato sulla realtà. I nostri eroi non assomigliano a Matt Damon". Dopo l'uscita del film, Ann Hornaday del Washington Post e Jonathan Kim del The Huffington Post hanno smentito che il film perpetuasse tale stereotipo. |
| The Greatest Showman                     | 2017 | La pellicola si basa sulla storia vera di P. T. Barnum, creatore del Barnum & Bailey Circus. Kristen Lopez di The Daily Beast ha affermato che il film utilizza la narrativa del salvatore bianco per le persone disabili piuttosto che per le minoranze etniche, e che il ritratto di Barnum " non solo va contro la storia (Barnum ha tratto profitto dai disabili per anni), ma è anche minato dalla narrativa del film, che non può presentare Barnum come l'improbabile fenomeno capitalista che realmente era." Al contrario, Scott Mendelson di Forbes sostiene che "Ironicamente, dal momento che il film ci concede pochissimo tempo in cui Jackman interagisce con le sue attrazioni principali, il film evita l'intero cliché del 'salvatore bianco'", aggiungendo che "è attraverso il loro legame che diventano una famiglia surrogata". |
| Basmati Blues                            | 2018 | Una scienziata bianca americana viene inviata in India dal suo datore di lavoro per vendere riso geneticamente modificato alla gente del posto. |
| Green Book                               | 2018 | L'italoamericano buttafuori Tony Lip accetta di fare da autista e guardia del corpo al pianista afroamericano Don Shirley. La famiglia Shirley ha denunciato e condannato il film affermando che non è assolutamente attinente alla realtà: in verità, il rapporto tra Lip e Shirley non sfociò mai nell'amicizia come mostrato nella pellicola, ma rimase semplicemente quello tra un lavoratore e un dipendente, come con tutte le persone con cui lavorava; Shirley non si riferì mai a Lip come un "amico". L'attore Mahershala Ali (interprete di Shirley nel film), che vinse l'Oscar per il ruolo, contattò la famiglia dell'uomo per scusarsi della rappresentazione data del loro parente, affermando di non aver saputo che ci fossero dei parenti stretti con cui si sarebbe potuto consultare. Ci sono anche state delle critiche riguardo al fatto che, nel film, Shirley corrisponda allo stereotipo del magical negro. |
| L'isola dei cani                         | 2018 | Durante un'epidemia canina in una città distopica giapponese, una studentessa americana di scambio e attivista pro-cani conduce delle indagini su una cospirazione secondo cui il sindaco autoritario e amante dei gatti della città ha creato l'influenza come parte di un complotto per annientare tutti i cani esiliati della città. Successivamente, la studentessa aiuta un branco di cani a smascherare la corruzione del sindaco recuperando il siero che cura l'influenza canina. |
| When the Storm Fades                     | 2018 | In parte una satira critica delle narrazioni dei salvatori bianchi, la trama del film vede due operatori umanitari canadesi nelle Filippine i cui tentativi di interpretare i salvatori all'indomani del tifone Haiyan sono controproducenti. |
| Red Sea Diving                           | 2019 | Degli eroici ebrei di Israele salvano degli ebrei etiopi rifugiati. |
| The Grizzlies                            | 2018 | La vera storia di un insegnante bianco che crea una squadra di lacrosse per combattere un'ondata di suicidio giovanile nella comunità prevalentemente Inuit di Kugluktuk, Nunavut. La regista Miranda de Pencier era consapevole dell'aspetto razziale potenzialmente problematico della storia e ha lavorato con i produttori Inuit Alethea Arnaquq-Baril e Stacey Aglok MacDonald per garantire che la sceneggiatura fosse centrata sulla prospettiva dei giovani Inuit e non cadesse nei cliché del salvatore bianco; tuttavia, il film è stato ugualmente analizzato da alcuni critici cinematografici. |
| Dune                                     | 2021 | Sia questo che l'adattamento di David Lynch del romanzo Dune di Frank Herbert sono stati descritti come storie di salvatori bianchi. I critici sostengono che Paul Atreides sia un salvatore bianco straniero che arriva e si prende cura dei Fremen locali e li guida alla vittoria contro i loro invasori coloniali. Tuttavia, questa accusa rimane controversa, poiché il romanzo originale di Herbert è considerato una critica agli archetipi messianici e ai cliché del salvatore bianco che ispirano. |
| Sound of Freedom                         | 2023 | Basato sulla vita di Tim Ballard; un agente bianco della Homeland Security tenta di salvare un bambino dai trafficanti di schiavi sessuali in Colombia. |